# Municipio de North Viking
El municipio de North Viking (en inglés: North Viking Township) es un municipio ubicado en el condado de Benson en el estado estadounidense de Dakota del Norte. En el año 2010 tenía una población de 59 habitantes y una densidad poblacional de 0,65 personas por km².

## Geografía
El municipio de North Viking se encuentra ubicado en las coordenadas 47°58′52″N 99°29′00″O / 47.98111, -99.48333. Según la Oficina del Censo de los Estados Unidos, el municipio tiene una superficie total de 91.07 km², de la cual 90,67 km² corresponden a tierra firme y (0,43 %) 0,39 km² es agua.

## Demografía
Según el censo de 2010, había 59 personas residiendo en el municipio de North Viking. La densidad de población era de 0,65 hab./km². De los 59 habitantes, el municipio de North Viking estaba compuesto por el 100 % blancos. Del total de la población el 0 % eran hispanos o latinos de cualquier raza.